# Berettende tekst
En Berettende tekst er en tekst der beretter om en hændelse. Strukturen i en berettende tekst bygger på et princip om præsentation (hvem, hvor og hvornår) efterfulgt af et hændelsesforløb, som er en kæde af begivenheder og til sidst en evaluering, hvor der gives en kommentar til eller en vurdering af hændelserne

## Typer
- Personlig beretning som ofte er fortalt i første person med kommentarer
- Faktuel beretning som ofte er fortalt i tredje person
- Fiktiv beretning som videregiver et hændelsesforløb ud fra en fiktiv synsvinkel